# Fritz Koczy
Friedrich Franz dit Fritz Koczy, né le 16 juin 1914 à Vienne et mort le 18 avril 1967 à Honolulu, est un océanographe américain d'origine autrichienne. 

## Biographie
Il est le fils de Victor Koczy et de sa femme Auguste née Swoboda. Il obtient son diplôme à l'École philosophique de l'Université de Vienne en physique le 3 février 1939 avec le diplôme universitaire Dr. phil. avec un mémoire intitulé Heliumbestimmungen an Steinsalz Sylvin.
Il s'installe en Suède en 1939 et y devient chercheur à l'Institut océanographique de Göteborg. Il épouse Brita Gunvor Bresky en 1943.
À l'époque du nazisme, il est privé de son diplôme universitaire le 11 septembre 1943 avec l'argument raciste selon lequel, en tant que juif, il n'est pas considéré comme digne d'un diplôme universitaire d'une université allemande.
En 1947, il quitte son emploi de l'Institut océanographique et est engagé comme océanographe dans l'expédition suédoise Albatross. Après ce tour du monde, il travaille comme océanographe pour les pêcheries suédoises de Göteborg, interrompu par une bourse de recherche à l'Institut océanographique de Göteborg en 1955-1956.
Douze ans après sa radiation due à l'Allemagne nazie, son doctorat lui est réatribué le 15 mai 1955.
En 1957, il déménage aux États-Unis où il exerce comme professeur à l'Institut des sciences marines de l'Université de Miami. À partir de 1959, il est professeur de sciences marines et membre des comités de rédaction de plusieurs revues scientifiques. En outre, il a travaille aussi comme consultant en technologie sous-marine pour la National Science Foundation et la Franklin GNO Corporation.
Il reçoit la nationalité américaine en 1963. À partir de 1967, il est membre de la Commission océanographique du Conseil national de la recherche de l'Académie nationale des sciences et professeur invité à l'Université d'Hawaï.
Il meurt le 18 avril 1967 à Hawaï.